# Mont Maudit
Mont Maudit (4465 m n. m.) je hora v Montblanském masivu v Grajských Alpách. Jejím vrcholem prochází státní hranice mezi Francií (region Rhône-Alpes) a Itálií (region Valle d'Aosta). Na horu je možné vystoupit z Refuge des Cosmiques (3613 m n. m.) či Abri Simond Bivouac z francouzské strany, nebo z Rifugio Torino (3322 m n. m. a 3375 m n. m., 2 budovy), Bivacco Lucia e Piero Ghiglione (3690 m n. m.) či Bivacco Alberico e Brogna (3679 m n. m.) z italské strany.
Na vrchol jako první vystoupili 12. září 1878 horolezci Henry Seymour Hoare, William Edward Davidson, Johann Jaun a Johann von Bergen.